# La Aldea de la Valdoncina
La Aldea de la Valdoncina es una localidad española, perteneciente al municipio de Valverde de la Virgen, en la provincia de León y la comarca de Tierra de León, en la Comunidad Autónoma de Castilla y León. Cuenta con una población de 82 habitantes según el INE de 2020.
Situado sobre el arroyo de la Oncina que vierte sus aguas al río Esla.
Los terrenos de La Aldea de la Valdoncina limitan con los de La Virgen del Camino y Fresno del Camino al noreste, Quintana de Raneros al este, Oncina de la Valdoncina al sureste, Chozas de Arriba al suroeste, Robledo de la Valdoncina y San Miguel del Camino al oeste y Valverde de la Virgen al noroeste.
Perteneció a la antigua Hermandad de Valdoncina.